# رفيق يونس المصري
رفيق يونس المصري هو دكتور وباحث ومؤلف سوري، ولد في الثاني من يونيو عام 1942م في دمشق بسوريا وتوفي بالتاسع عشر من يوليوز عام 2021.

## حياته
نشأ رفيق يونس المصري في العاصمة السورية وتعلم بها، وحصل على دكتوراه التخصص في اقتصاد التنمية من جامعة رين بفرنسا عام 1975م، عن أطروحته: “مصرف التنمية الإسلامي: محاولة جديدة في الربا والفائدة والبنك”. وكان قد حصل على بكالوريوس في التجارة (شعبة المحاسبة) من جامعة دمشق، كلية التجارة عام 1965م، وحصل على الشهادة العملية للغة الفرنسية، الدرجة الأولى، من جامعة نيس بفرنسا، عام 1970م بتقدير جيد، وشهادة الدراسات الفرنسية، الدرجة الثانية، جامعة نيس بفرنسا عام 1970م بتقدير جيد. وحصل على شهادة العربية الفصحى من معهد الدراسات الإسلامية بجامعة باريس بفرنسا عام 1970م بتقدير جيد. كما عمل في وزارة المالية بدائرة الدخل ثم صندوق الدين العام، من عام 1961م إلى عام 1966م، وبوزارة التموين: «المؤسسة العامة الاستهلاكية» كأمين سر مجلس الإدارة واللجنة الإدارية والمدير العام، ثم رئيس دائرة الحسابات، ورئيس لجنة لوضع النظام المحاسبي للمؤسسة عام 1966م، وكان معاون رئيس دائرة المحاسبة في المصرف الصناعي ثم رئيس دائرة التسليف ودائرة الدراسات والتخطيط في الإدارة العامة للمصرف منذ عام 1966م  إلى 1978م، وكان بالمكتب الاقتصادي من 1978م إلى 1981م، كذلك هو خبير في مجمع الفقه الإسلامي وعضو منظمة المؤتمر الإسلامي بجدة منذ إنشائه، وعضو بالجمعية الدولية للاقتصاد الإسلامي في لندن، وكان عضو في اللجنة العلمية ولجنة المناهج وداعم لمجلة المركز بالمشورة والتحكيم ونشر البحوث وأوراق المناقشة والحوارات ومراجعة الكتب والترجمة، وباحث بمركز أبحاث الاقتصاد الإسلامي في جامعة الملك عبد العزيز عام 1981م. بالإضافة أنه دَرَّسَ في المعهد المصرفي والمعهد الإعلامي بدمشق مادة الاقتصاد السياسي، ما بين عام 1980م و 1981م، ودرَّس بجامعة الملك عبد العزيز كلية الاقتصاد والإدارة مواد: النظام الاقتصادي الإسلامي، أصول الاقتصاد الإسلامي، النقود والمصارف، التنمية الاقتصادية، الاقتصاد الكلي، الاقتصاد الجزئي (منذ سنة 1984م إلى 1996م).

## مؤلفاته
- «الإعجاز الاقتصادي للقرآن الكريم» صدر عام 2005م (عنوان جديد يطرح لأول مرة، وتكرم مركز أبحاث الاقتصاد الإسلامي بدعم الكتاب).
- «فقه المعاملات المالية، لطلبة كليات الاقتصاد والإدارة» صدر عام 2005م (نال دعم معهد البحوث والاستشارات بجامعة الملك عبد العزيز بجدة).
- «أصول الاقتصاد الإسلامي» الطبعة الرابعة، صدرت عام 2005م.
- «الجامع في أصول الربا» الطبعة الثانية، صدرت عام 2001م.
- «بيع التقسيط: تحليل فقهي واقتصادي» الطبعة الثانية، صدرت عام 1997م.
- «الميسر والقمار، المسابقات والجوائز» صدر عام 1992م.
- «علم الفرائض والمواريث: مدخل تحليلي» صدر عام 1994م.
- «أحكام بيع وشراء حلي الذهب والفضة» صدر عام 1999م.
- «الخطر والتأمين: هل التأمين التجاري جائز شرعًا؟» صدر عام 2000م.
- «الغزالي اقتصاديًا» صدر عام 2007م.
- «الاقتصاد والأخلاق» صدر عام 2007م.
- «الأزمة المالية العالمية: هل نجد لها في الإسلام حلا؟» صدر عام 2010م.
- «بحوث في الزكاة» صدر عام 1999م.
- «بحوث في فقه المعاملات المالية» صدر عام 1999م.
- «بحوث في المواريث» صدر عام 1999م.
- «بحوث اقتصادية» صدر عام 1999م.
- «الأوقاف فقهًا واقتصادً»، صدر عام 1999م.
- «الربا والحسم الزمني في الاقتصاد الإسلامي» صدر عام 1999م.
- «بيع العربون وبعض المسائل المستحدثة فيه» صدر عام 1999م.
- «شركة الوجوه: دراسة تحليلية» صدر عام 1999م.
- «مشاركة وسائل الإنتاج في الربح» صدر عام 1999م.
- «آثار التضخم على العلاقات التعاقدية في المصارف الإسلامية والوسائل المشروعة للحماية» صدر عام 1999م.
- «مناقصات العقود الإدارية: عقود التوريد ومقاولات الأشغال العامة» صدر عام 1999م.
- «النجش والمزايدة والمناقصة والممارسة» صدر عام 1999م.
- «الإسلام والنقود» صدر عام 2000م.
- «ربا القروض وأدلة تحريمه» صدر عام 2000م.
- «المصارف الإسلامية» صدر عام 2000م.
- «النظام المصرفي الإسلامي» صدر عام 2000م.
- «إسهامات الفقهاء في الفروض الأساسية لعلم الاقتصاد» صدى عام 2000م.
- : بحوث في الاقتصاد الإسلامي" صدر عام 2000م.
- «بحوث في المصارف الإسلامية» صدر عام 2000م.
- «النماء في زكاة المال» صدر عام 2005م.
- «زكاة الديون» صدر عام 2005م.
- «المحصول في علوم الزكاة» صدر عام 2005م.
- «المجموع في الاقتصاد الإسلامي» صدر عام 2005م.
- «فشل الأسواق المالية (البورصات)» صدر عام 2006م.
- «غلاء الأسعار» صدر عام 2008م.
- «الفكر الاقتصادي الإسلامي» صدر عام 2009م.
- «مصرف التنمية الإسلامي: محاولة جديدة في الربا والفائدة والبنك» صدر عام 1986م.
- «بيع المرابحة للآمر بالشراء في المصارف الإسلامية» صدر عام 1987م.
- «الربا والفائدة: دراسة اقتصادية مقارنة، بالاشتراك مع محمد رياض الأبرش» صدر عام 1998م.
- «لغز النماء في زكاة المال» صدر عام 2000م.
- «الفكر الاقتصادي عند الجويني» صدر عام 2000م.
- «أصل الكلام في القرآن» صدر عام 2010م (كتاب إلكتروني)[3]

## جوائزه
حصل الدكتور رفيق يونس المصري على عدة جوائز منها:
- جائزة البنك الإسلامي للتنمية في الاقتصاد الإسلامي بجدة عام 1996م.
- جائزة من جامعة الزرقاء الأهلية في المملكة الأردنية الهاشمية بمناسبة انعقاد مؤتمر كلية الشريعة السادس: «قضايا مالية معاصرة من منظور إسلامي» 2004م.[5]